# Japan Soccer League Cup 1976
Der Japan Soccer League Cup 1976 war die erste Ausgabe des Japan Soccer League Cup. Sieger des Wettbewerbs waren die Hitachi.

## Ergebnisse

### Osten-A
| Pl. | Verein                      | Sp. | S | U | N | Tore    | Diff. | Punkte |
| --- | --------------------------- | --- | - | - | - | ------- | ----- | ------ |
| 1.  | Mitsubishi Heavy Industries | 4   | 3 | 1 | 0 | 009:200 | +7    | 07     |
| 2.  | Furukawa Electric           | 4   | 2 | 1 | 1 | 010:700 | +3    | 05     |
| 3.  | Yomiuri                     | 4   | 1 | 1 | 2 | 007:600 | +1    | 03     |
| 4.  | Sumitomo Metals             | 4   | 1 | 1 | 2 | 004:140 | −10   | 03     |
| 5.  | Nippon Kokan                | 4   | 1 | 0 | 3 | 007:800 | −1    | 02     |

### Osten-B
| Pl. | Verein                  | Sp. | S | U | N | Tore    | Diff. | Punkte |
| --- | ----------------------- | --- | - | - | - | ------- | ----- | ------ |
| 1.  | Hitachi                 | 4   | 2 | 2 | 0 | 012:200 | +10   | 06     |
| 2.  | Fujita Industries       | 4   | 2 | 1 | 1 | 011:300 | +8    | 05     |
| 3.  | Fujitsu                 | 4   | 2 | 1 | 1 | 010:600 | +4    | 05     |
| 4.  | Kofu SC                 | 4   | 1 | 1 | 2 | 003:120 | −9    | 03     |
| 5.  | Furukawa Electric Chiba | 4   | 0 | 1 | 3 | 002:150 | −13   | 01     |

### Westen-A
| Pl. | Verein                | Sp. | S | U | N | Tore    | Diff. | Punkte |
| --- | --------------------- | --- | - | - | - | ------- | ----- | ------ |
| 1.  | Eidai                 | 4   | 4 | 0 | 0 | 009:300 | +6    | 08     |
| 2.  | Toyota Motors         | 4   | 2 | 1 | 1 | 007:500 | +2    | 05     |
| 3.  | Yanmar Diesel         | 4   | 1 | 1 | 2 | 003:400 | −1    | 03     |
| 4.  | Tanabe Pharmaceutical | 4   | 1 | 1 | 2 | 007:900 | −2    | 03     |
| 5.  | Kyoto Shiko Club      | 4   | 0 | 1 | 3 | 003:800 | −5    | 01     |

### Westen-B
| Pl. | Verein           | Sp. | S | U | N | Tore    | Diff. | Punkte |
| --- | ---------------- | --- | - | - | - | ------- | ----- | ------ |
| 1.  | Toyo Industries  | 4   | 2 | 2 | 0 | 006:300 | +3    | 06     |
| 2.  | Honda Motors     | 4   | 1 | 3 | 0 | 005:400 | +1    | 05     |
| 3.  | Yanmar Club      | 4   | 1 | 2 | 1 | 002:300 | −1    | 04     |
| 4.  | Teijin Matsuyama | 4   | 1 | 1 | 2 | 004:500 | −1    | 03     |
| 5.  | Nippon Steel     | 4   | 0 | 2 | 2 | 003:500 | −2    | 02     |

### Viertelfinale
|                             | Ergebnis |                   |
| --------------------------- | -------- | ----------------- |
| Mitsubishi Heavy Industries | 2:0      | Honda Motors      |
| Eidai                       | 2:1      | Fujita Industries |
| Hitachi                     | 2:1      | Toyota Motors     |
| Toyo Industries             | 1:3      | Furukawa Electric |

### Halbfinale
|                             | Ergebnis        |                   |
| --------------------------- | --------------- | ----------------- |
| Mitsubishi Heavy Industries | 0:1             | Eidai             |
| Hitachi                     | 1:1 (2:0 i. E.) | Furukawa Electric |

### Finale
|       | Ergebnis |         |
| ----- | -------- | ------- |
| Eidai | 0:1      | Hitachi |